# Stara Kuźnica (Silésie)
Pour les articles homonymes, voir Stara Kuźnica.
Stara Kuźnica est une localité polonaise de la gmina de Przystajń, située dans le powiat de Kłobuck en voïvodie de Silésie.